# Sadowa (Czechy)
Sadowa (cz. Sadová) – miejscowość i gmina (obec) w Czechach, w kraju hradeckim, w powiecie Hradec Králové. W 2022 roku liczyła 322 mieszkańców.
Sadowa położona jest w Kotlinie Pardubickiej. Pierwsza znana pisemna wzmianka o wsi pochodzi z 1241 roku. Sadowa była miejscem decydującej bitwy (3 lipca 1866) w wojnie siedmiotygodniowej pomiędzy Prusami a Austrią.